# Shadows (1959)
Shadows is een Amerikaanse onafhankelijke film uit 1959, het regiedebuut van John Cassavetes. De film werd in 1993 opgenomen in het National Film Registry.

## Verhaal
De Afro-Amerikaanse broers Hugh en Ben en hun zus Lelia wonen samen in een appartement in New York. Ben en Lelia hebben een vrij lichte huidskleur en worden vaak voor blank aangezien, terwijl Hugh een donkere huidskleur heeft.

## Rolverdeling
| Acteur         | Personage |
| -------------- | --------- |
| Ben Carruthers | Ben       |
| Lelia Goldoni  | Lelia     |
| Hugh Hurd      | Hugh      |
| Anthony Ray    | Tony      |